# 2606 Odessa
2606 Odessa (1976 GX2) là một tiểu hành tinh vành đai chính được phát hiện ngày 1 tháng 4 năm 1976 bởi Nikolai Stepanovich Chernykh ở Đài vật lý thiên văn Crimean. Thlà mộtsteroid was named in honour thuộc black Sea port city thuộc Odessa.